# Оријентални скелар
Оријентални скелар (лат. Carcharodus orientalis) врста је дневног лептира из породице скелара (лат. Hesperiidae).

## Распрострањеност
Ова врста насељава Црну Гору, Албанију, Србију, Македонију, Румунију, Бугарску и Грчку, Малу Азију, северни Иран, Украјину, Кавказ, Казахстан и Туркменистан. Мање популације постоје и у Јордану и Израелу.

## Подврсте
Унутар врсте постоје три подврсте:
- Hemming, 1925 (Јордан, Израел)
- Devyatkin, 1990 (јужна Русија)